# ECHL 2018/19
Die Saison 2018/19 war die 31. Spielzeit der ECHL. Alle 27 Mannschaften bestritten in der regulären Saison, die vom 12. Oktober 2018 bis zum 7. April 2019 ausgetragen wurde, je 72 Spiele. Anschließend folgten die Playoffs um den Kelly Cup. Die Newfoundland Growlers setzten sich in der Playoff-Finalserie gegen die Toledo Walleye durch und gewannen erstmals den Kelly Cup.

## Teamänderungen
- Die Colorado Eagles verließen die ECHL und wechselten als amtierender Meister in die American Hockey League (AHL).
- Die Maine Mariners nahmen den Spielbetrieb als Fortsetzung der Alaska Aces auf.
- Die Newfoundland Growlers nahmen den Spielbetrieb auf.
- Die Quad City Mallards stellten den Spielbetrieb ein.

## Reguläre Saison
| Adirondack |

| Brampton |

| Maine |

| Manchester |

| Newfoundland |

| Reading |

| Worcester |

| Atlanta |

| Florida |

| Greenville |

| Jacksonville |

| Norfolk |

| Orlando |

| South Carolina |

| Cincinnati |

| Fort Wayne |

| Indy |

| Kalamazoo |

| Toledo |

| Wheeling |

| Allen |

| Idaho |

| Kansas City |

| Rapid City |

| Tulsa |

| Utah |

| Wichita |

### Abschlusstabellen
Abkürzungen: GP = Spiele, W = Siege, L = Niederlagen, OTL = Niederlage nach Overtime, SOL = Niederlage nach Shootout, GF = Erzielte Tore, GA = Gegentore, Pts = Punkte

Erläuterungen: Playoff-Qualifikation, Henry-Brabham-Cup-Sieger

#### Eastern Conference
| North Division        | GP | W  | L  | OTL | SOL | GF  | GA  | Pts |
| --------------------- | -- | -- | -- | --- | --- | --- | --- | --- |
| Newfoundland Growlers | 72 | 43 | 21 | 4   | 4   | 258 | 207 | 94  |
| Adirondack Thunder    | 72 | 37 | 26 | 6   | 3   | 234 | 220 | 83  |
| Manchester Monarchs   | 72 | 39 | 29 | 4   | 4   | 233 | 232 | 82  |
| Brampton Beast        | 72 | 36 | 29 | 5   | 2   | 241 | 217 | 79  |
| Reading Royals        | 72 | 34 | 28 | 4   | 6   | 229 | 229 | 78  |
| Maine Mariners        | 72 | 37 | 32 | 2   | 1   | 221 | 247 | 77  |
| Worcester Railers     | 72 | 32 | 29 | 7   | 4   | 196 | 226 | 75  |

| South Division           | GP | W  | L  | OTL | SOL | GF  | GA  | Pts |
| ------------------------ | -- | -- | -- | --- | --- | --- | --- | --- |
| Florida Everblades       | 72 | 50 | 16 | 5   | 1   | 276 | 181 | 106 |
| Orlando Solar Bears      | 72 | 41 | 25 | 5   | 1   | 251 | 238 | 88  |
| South Carolina Stingrays | 72 | 35 | 31 | 5   | 1   | 221 | 223 | 76  |
| Jacksonville Icemen      | 72 | 36 | 32 | 2   | 2   | 198 | 217 | 76  |
| Atlanta Gladiators       | 72 | 31 | 30 | 8   | 3   | 197 | 211 | 73  |
| Norfolk Admirals         | 72 | 27 | 36 | 6   | 3   | 218 | 278 | 63  |
| Greenville Swamp Rabbits | 72 | 25 | 41 | 3   | 3   | 192 | 254 | 56  |

#### Western Conference
| Central Division    | GP | W  | L  | OTL | SOL | GF  | GA  | Pts |
| ------------------- | -- | -- | -- | --- | --- | --- | --- | --- |
| Cincinnati Cyclones | 72 | 51 | 13 | 5   | 3   | 282 | 176 | 110 |
| Toledo Walleye      | 72 | 40 | 23 | 6   | 3   | 237 | 221 | 89  |
| Fort Wayne Komets   | 72 | 36 | 26 | 4   | 6   | 233 | 248 | 82  |
| Kalamazoo Wings     | 72 | 36 | 31 | 2   | 3   | 229 | 254 | 77  |
| Indy Fuel           | 72 | 35 | 32 | 2   | 3   | 230 | 247 | 75  |
| Wheeling Nailers    | 72 | 31 | 31 | 6   | 4   | 239 | 240 | 72  |

| Mountain Division     | GP | W  | L  | OTL | SOL | GF  | GA  | Pts |
| --------------------- | -- | -- | -- | --- | --- | --- | --- | --- |
| Tulsa Oilers          | 72 | 42 | 24 | 4   | 2   | 236 | 198 | 90  |
| Idaho Steelheads      | 72 | 41 | 25 | 4   | 2   | 241 | 203 | 88  |
| Utah Grizzlies        | 72 | 37 | 26 | 4   | 5   | 232 | 218 | 83  |
| Kansas City Mavericks | 72 | 36 | 30 | 4   | 2   | 234 | 228 | 78  |
| Wichita Thunder       | 72 | 29 | 31 | 9   | 3   | 224 | 251 | 70  |
| Rapid City Rush       | 72 | 30 | 33 | 5   | 4   | 168 | 225 | 69  |
| Allen Americans       | 72 | 25 | 41 | 4   | 2   | 208 | 269 | 56  |

### Beste Scorer
Abkürzungen: GP = Spiele, G = Tore, A = Assists, Pts = Punkte, +/− = Plus/Minus, PIM = Strafminuten; Fett: Saisonbestwert
| Spieler            | Team                     | GP | G  | A  | Pts | +/− | PIM |
| ------------------ | ------------------------ | -- | -- | -- | --- | --- | --- |
| Jesse Schultz      | Cincinnati Cyclones      | 71 | 22 | 58 | 80  | +39 | 20  |
| Adam Pleskach      | Tulsa Oilers             | 72 | 38 | 37 | 75  | +18 | 74  |
| Chris McCarthy     | Reading Royals           | 72 | 20 | 54 | 74  | −11 | 23  |
| Caleb Herbert      | Utah Grizzlies           | 60 | 32 | 39 | 71  | −9  | 88  |
| David Pacan        | Brampton Beast           | 72 | 28 | 42 | 70  | −6  | 42  |
| James Henry        | Adirondack Thunder       | 72 | 15 | 54 | 69  | +16 | 63  |
| Zach O’Brien       | Newfoundland Growlers    | 53 | 28 | 40 | 68  | +11 | 6   |
| Andrew Cherniwchan | South Carolina Stingrays | 72 | 29 | 38 | 67  | −6  | 129 |
| Zac Lynch          | Wheeling Nailers         | 67 | 17 | 50 | 67  | −14 | 100 |
| Myles Powell       | Cincinnati Cyclones      | 57 | 31 | 35 | 66  | +45 | 24  |

Die beste Plus/Minus-Statistik erreichte Joe Cox von den Florida Everblades mit einem Wert von +46.

### Beste Torhüter
Die kombinierte Tabelle zeigt die jeweils drei besten Torhüter in den Kategorien Gegentorschnitt und Fangquote sowie die jeweils Führenden in den Kategorien Shutouts und Siege.
Abkürzungen: GP = Spiele, TOI = Eiszeit (in Minuten), W = Siege, L = Niederlagen, OTL = Overtime-Niederlagen, GA = Gegentore, SO = Shutouts, Sv% = gehaltene Schüsse (in %), GAA = Gegentorschnitt; Fett: Saisonbestwert
Es werden nur Torhüter erfasst, die mindestens 1440 Minuten absolviert haben. Sortiert nach bestem Gegentorschnitt.
| Spieler         | Team                  | GP | TOI  | W  | L  | OTL | GA  | SO | Sv%  | GAA  |
| --------------- | --------------------- | -- | ---- | -- | -- | --- | --- | -- | ---- | ---- |
| Devin Williams  | Tulsa Oilers          | 34 | 1950 | 20 | 9  | 4   | 69  | 2  | 91,6 | 2,12 |
| Michael Houser  | Cincinnati Cyclones   | 41 | 2394 | 29 | 7  | 4   | 85  | 2  | 92,2 | 2,13 |
| Tomas Sholl     | Idaho Steelheads      | 39 | 2324 | 26 | 12 | 1   | 87  | 3  | 92,8 | 2,25 |
| Evan Buitenhuis | Worcester Railers     | 28 | 1518 | 10 | 9  | 3   | 60  | 1  | 92,8 | 2,37 |
| Sean Bonar      | Atlanta Gladiators    | 48 | 2742 | 23 | 17 | 4   | 110 | 4  | 91,9 | 2,41 |
| Mason McDonald  | Kansas City Mavericks | 36 | 2174 | 23 | 10 | 1   | 92  | 4  | 91,7 | 2,54 |
| Étienne Marcoux | Brampton Beast        | 38 | 2138 | 19 | 11 | 3   | 92  | 4  | 91,8 | 2,58 |
| Adam Carlson    | Rapid City Rush       | 45 | 2601 | 21 | 17 | 3   | 126 | 4  | 91,6 | 2,91 |
| Matt Tomkins    | Indy Fuel             | 54 | 3221 | 29 | 9  | 2   | 163 | 2  | 90,5 | 3,04 |
| Stuart Skinner  | Wichita Thunder       | 41 | 2260 | 15 | 14 | 4   | 119 | 4  | 90,3 | 3,16 |

## Kelly-Cup-Playoffs

### Playoff-Baum
|  | Division-Halbfinale | Division-Halbfinale      | Division-Halbfinale |                     |                       | Division-Finale | Division-Finale | Division-Finale |  |  | Conference-Finale | Conference-Finale | Conference-Finale |  |  | Kelly-Cup-Finale | Kelly-Cup-Finale | Kelly-Cup-Finale |
|  |                     |                          |                     |                     |                       |                 |                 |                 |  |  |                   |                   |                   |  |  |                  |                  |                  |
|  | N1                  | Newfoundland Growlers    | 4                   |                     |                       |                 |                 |                 |  |  |                   |                   |                   |  |  |                  |                  |                  |
|  | N4                  | Brampton Beast           | 2                   |                     |                       |                 |                 |                 |  |  |                   |                   |                   |  |  |                  |                  |                  |
|  | N4                  | Brampton Beast           | 2                   | N1                  | Newfoundland Growlers | 4               |                 |                 |  |  |                   |                   |                   |  |  |                  |                  |                  |
|  |                     |                          |                     | N1                  | Newfoundland Growlers | 4               |                 |                 |  |  |                   |                   |                   |  |  |                  |                  |                  |
|  |                     |                          | N3                  | Manchester Monarchs | 2                     |                 |                 |                 |  |  |                   |                   |                   |  |  |                  |                  |                  |
|  | N2                  | Adirondack Thunder       | N3                  | Manchester Monarchs | 2                     | 1               |                 |                 |  |  |                   |                   |                   |  |  |                  |                  |                  |
|  | N2                  | Adirondack Thunder       |                     |                     |                       | 1               |                 |                 |  |  |                   |                   |                   |  |  |                  |                  |                  |
|  | N3                  | Manchester Monarchs      | 4                   |                     |                       |                 |                 |                 |  |  |                   |                   |                   |  |  |                  |                  |                  |
|  | N3                  | Manchester Monarchs      | 4                   | N1                  | Newfoundland Growlers | 4               |                 |                 |  |  |                   |                   |                   |  |  |                  |                  |                  |
|  |                     |                          |                     | N1                  | Newfoundland Growlers | 4               |                 |                 |  |  |                   |                   |                   |  |  |                  |                  |                  |
|  |                     | S1                       | Florida Everblades  | 1                   |                       |                 |                 |                 |  |  |                   |                   |                   |  |  |                  |                  |                  |
|  | S1                  | S1                       | Florida Everblades  | 1                   | Florida Everblades    | 4               |                 |                 |  |  |                   |                   |                   |  |  |                  |                  |                  |
|  | S1                  |                          |                     |                     | Florida Everblades    | 4               |                 |                 |  |  |                   |                   |                   |  |  |                  |                  |                  |
|  | S4                  | Jacksonville Icemen      | 2                   |                     |                       |                 |                 |                 |  |  |                   |                   |                   |  |  |                  |                  |                  |
|  | S4                  | Jacksonville Icemen      | 2                   | S1                  | Florida Everblades    | 4               |                 |                 |  |  |                   |                   |                   |  |  |                  |                  |                  |
|  |                     |                          |                     | S1                  | Florida Everblades    | 4               |                 |                 |  |  |                   |                   |                   |  |  |                  |                  |                  |
|  |                     |                          | S2                  | Orlando Solar Bears | 1                     |                 |                 |                 |  |  |                   |                   |                   |  |  |                  |                  |                  |
|  | S2                  | Orlando Solar Bears      | S2                  | Orlando Solar Bears | 1                     | 4               |                 |                 |  |  |                   |                   |                   |  |  |                  |                  |                  |
|  | S2                  | Orlando Solar Bears      |                     |                     |                       |                 |                 |                 |  |  |                   |                   |                   |  |  |                  |                  |                  |
|  | S3                  | South Carolina Stingrays | 1                   |                     |                       |                 |                 |                 |  |  |                   |                   |                   |  |  |                  |                  |                  |
|  | S3                  | South Carolina Stingrays | 1                   | N1                  | Newfoundland Growlers | 4               |                 |                 |  |  |                   |                   |                   |  |  |                  |                  |                  |
|  |                     |                          |                     |                     |                       |                 |                 |                 |  |  |                   |                   |                   |  |  |                  |                  |                  |
|  |                     | C2                       | Toledo Walleye      | 2                   |                       |                 |                 |                 |  |  |                   |                   |                   |  |  |                  |                  |                  |
|  | C1                  | C2                       | Toledo Walleye      | 2                   | Cincinnati Cyclones   | 4               |                 |                 |  |  |                   |                   |                   |  |  |                  |                  |                  |
|  | C1                  |                          |                     |                     | Cincinnati Cyclones   | 4               |                 |                 |  |  |                   |                   |                   |  |  |                  |                  |                  |
|  | C4                  | Kalamazoo Wings          | 2                   |                     |                       |                 |                 |                 |  |  |                   |                   |                   |  |  |                  |                  |                  |
|  | C4                  | Kalamazoo Wings          | 2                   | C1                  | Cincinnati Cyclones   | 1               |                 |                 |  |  |                   |                   |                   |  |  |                  |                  |                  |
|  |                     |                          |                     | C1                  | Cincinnati Cyclones   | 1               |                 |                 |  |  |                   |                   |                   |  |  |                  |                  |                  |
|  |                     |                          | C2                  | Toledo Walleye      | 4                     |                 |                 |                 |  |  |                   |                   |                   |  |  |                  |                  |                  |
|  | C2                  | Toledo Walleye           | C2                  | Toledo Walleye      | 4                     | 4               |                 |                 |  |  |                   |                   |                   |  |  |                  |                  |                  |
|  | C2                  | Toledo Walleye           |                     |                     |                       | 4               |                 |                 |  |  |                   |                   |                   |  |  |                  |                  |                  |
|  | C3                  | Fort Wayne Komets        | 2                   |                     |                       |                 |                 |                 |  |  |                   |                   |                   |  |  |                  |                  |                  |
|  | C3                  | Fort Wayne Komets        | 2                   | C2                  | Toledo Walleye        | 4               |                 |                 |  |  |                   |                   |                   |  |  |                  |                  |                  |
|  |                     |                          |                     | C2                  | Toledo Walleye        | 4               |                 |                 |  |  |                   |                   |                   |  |  |                  |                  |                  |
|  |                     | M1                       | Tulsa Oilers        | 3                   |                       |                 |                 |                 |  |  |                   |                   |                   |  |  |                  |                  |                  |
|  | M1                  | M1                       | Tulsa Oilers        | 3                   | Tulsa Oilers          | 4               |                 |                 |  |  |                   |                   |                   |  |  |                  |                  |                  |
|  | M1                  |                          |                     |                     |                       |                 |                 |                 |  |  |                   |                   |                   |  |  |                  |                  |                  |
|  | M4                  | Kansas City Mavericks    | 3                   |                     |                       |                 |                 |                 |  |  |                   |                   |                   |  |  |                  |                  |                  |
|  | M4                  | Kansas City Mavericks    | 3                   | M1                  | Tulsa Oilers          | 4               |                 |                 |  |  |                   |                   |                   |  |  |                  |                  |                  |
|  |                     |                          |                     | M1                  | Tulsa Oilers          | 4               |                 |                 |  |  |                   |                   |                   |  |  |                  |                  |                  |
|  |                     |                          | M2                  | Idaho Steelheads    | 2                     |                 |                 |                 |  |  |                   |                   |                   |  |  |                  |                  |                  |
|  | M2                  | Idaho Steelheads         | M2                  | Idaho Steelheads    | 2                     | 4               |                 |                 |  |  |                   |                   |                   |  |  |                  |                  |                  |
|  | M2                  | Idaho Steelheads         |                     |                     |                       |                 |                 |                 |  |  |                   |                   |                   |  |  |                  |                  |                  |
|  | M3                  | Utah Grizzlies           | 1                   |                     |                       |                 |                 |                 |  |  |                   |                   |                   |  |  |                  |                  |                  |

### Kelly-Cup-Sieger
| Kelly-Cup-Sieger Newfoundland Growlers | Matt Bradley, Semen Der-Argutschinzew, Hudson Elynuik, Giorgio Estephan, Brady Ferguson, Michael Garteig, Alex Gudbranson, Sam Jardine, Garrett Johnston, Josh Kestner, Eric Levine, Eamon McAdam, James Melindy, Ilja Nekolenko, Evan Neugold, Zach O’Brien, Adam Pardy, J. J. Piccinich, Derian Plouffe, Scott Pooley, Marcus Power, Kristiāns Rubīns, Todd Skirving Cheftrainer: John Snowden |

## Auszeichnungen

### Vergebene Trophäen
| Auszeichnung                                                                   | Spieler               | Team                  |
| ------------------------------------------------------------------------------ | --------------------- | --------------------- |
| John Brophy Award Bester Trainer                                               | Matt Thomas           | Cincinnati Cyclones   |
| ECHL Most Valuable Player Bester Spieler der regulären Saison                  | Jesse Schultz         | Cincinnati Cyclones   |
| Kelly Cup Playoffs Most Valuable Player Bester Spieler der Playoffs            | Zach O’Brien          | Newfoundland Growlers |
| ECHL Rookie of the Year Bester Rookie der regulären Saison                     | Chris Collins         | Kalamazoo Wings       |
| ECHL Goaltender of the Year Bester Torwart der regulären Saison                | Michael Houser        | Cincinnati Cyclones   |
| ECHL Defenseman of the Year Bester Verteidiger der regulären Saison            | Eric Knodel           | Cincinnati Cyclones   |
| ECHL Leading Scorer Bester Scorer der regulären Saison                         | Jesse Schultz         | Cincinnati Cyclones   |
| ECHL Plus Performer Award Spieler mit der besten Plus/Minus-Bilanz             | Joe Cox               | Florida Everblades    |
| ECHL Sportsmanship Award Hoher sportlicher Standard und vorbildliches Benehmen | Zach O’Brien          | Newfoundland Growlers |
| ECHL General Manager of the Year Award Bester General Manager der Saison       | Rob Murray            | Tulsa Oilers          |
| Kelly Cup Gewinner der ECHL-Playoffs                                           | Newfoundland Growlers | Newfoundland Growlers |
| Henry Brabham Cup Bestes Team der regulären Saison                             | Cincinnati Cyclones   | Cincinnati Cyclones   |
| E. A. „Bud“ Gingher Memorial Trophy Bestes Team der Eastern Conference         | Newfoundland Growlers | Newfoundland Growlers |
| Bruce Taylor Trophy Bestes Team der Western Conference                         | Toledo Walleye        | Toledo Walleye        |

### All-Star-Teams
| First All-Star Team | First All-Star Team                           |
| ------------------- | --------------------------------------------- |
| Angriff:            | Caleb Herbert – Adam Pleskach – Jesse Schultz |
| Verteidigung:       | Eric Knodel – Matt Petgrave                   |
| Tor:                | Michael Houser                                |

| Second All-Star Team | Second All-Star Team                    |
| -------------------- | --------------------------------------- |
| Angriff:             | Joe Cox – Chris McCarthy – Zach O’Brien |
| Verteidigung:        | Matt Register – Derek Sheppard          |
| Tor:                 | Tomas Sholl                             |

| All-Rookie Team | All-Rookie Team                                  |
| --------------- | ------------------------------------------------ |
| Angriff:        | Chris Collins – Steven Iacobellis – Myles Powell |
| Verteidigung:   | Alex Breton – Derek Sheppard                     |
| Tor:            | Tomas Sholl                                      |